# Municipio de White (Nueva Jersey)
El municipio de White (en inglés: White Township) es un municipio ubicado en el condado de Warren en el estado estadounidense de Nueva Jersey. En el año 2007 tenía una población de 4,245 habitantes y una densidad poblacional de 60 personas por km².

## Geografía
El municipio de White se encuentra ubicado en las coordenadas 40°49′52″N 75°3′30″O / 40.83111, -75.05833.

## Demografía
Según la Oficina del Censo en 2000 los ingresos medios por hogar en el municipio eran de $54,732 y los ingresos medios por familia eran $66,127. Los hombres tenían unos ingresos medios de $49,044 frente a los $35,000 para las mujeres. La renta per cápita para la localidad era de $24,783. Alrededor del 4.9% de la población estaba por debajo del umbral de pobreza.